# Атанас Згалевски
Атанас Згалевски – Згала (1940 – 2008) е български живописец, приложник и резбар от пловдивската група, на която той е в ръководството няколко години. Той е дългогодишен художник-постановчик  на Пловдивския куклен театър през разцвета му. Със значителни заслуги по спасяването и опазването на античните мозайки от археологическите разкопки в центъра на Пловдив.
През 1975 – 1976 г. изработва дърворезбите на къщата на Хаджи Лампша (неправилно наричана „Балабановата“ на името на съборилия я; понеже по онова време не се признава небългарско, арнаутско име) по налагания от властите имитативен начин на „възстановка“, вместо в интерпретативно претворяване.
През последните десетина години от живота си работи в областта на абстрактното изкуство в Грийнпойнт, Бруклин, Ню Йорк, където Кристо го поощрява.